# Art Chapman
Art Chapman   (Victoria, 28 d'octubre de 1912 - Nanaimo, 3 de febrer de 1986) fou un esportista canadenc que va competir durant la dècada de 1930. Destacà a nivell provincial en esports com el lacrosse, futbol, softbol, atletisme, beisbol i hoquei sobre herba, però fou com a jugador de bàsquet on més destacà. Era germà del també jugador de bàsquet Chuck Chapman.
El 1936 va prendre part en els Jocs Olímpics de Berlín, on guanyà la medalla de plata en la competició de bàsquet.